# Campeonato Mundial de Triatlo de 2016
O 2016 ITU World Triathlon Series ou Campeonato Mundial de Triatlo de 2016 foi uma série de 9 eventos de triatlo que aconteceram até a Grand Final realizada em Cozumel, México nos dias 17 e 18 de setembro. As séries foram organizadas sob as ordens da União Internacional de Triatlo (ITU, na sigla em inglês). 
Os defensores dos títulos eram no feminino, a estadunidense Gwen Jorgensen, e no masculino, o espanhol Francisco Javier Gómez Noya. O ano também foi decisivo para as qualificações para os Jogos Olímpicos de 2016.

## Competição 2016
No feminino, Gwen Jorgensen favorita ao longo do ano se dedicou as Olimpíadas e o caminho ficou livre para a bermudenha Flora Duffy, conquistar seu primeiro título mundial.
No masculino a disputa ficou entre as irmãs britânicos Brownlee e os espanhóis, ao longo da preparação olímpica os irmãos Brownlee deixaram Mario Mola se distanciar, e Francisco Javier Gómez Noya se lesionar antes das Olimpíadas. Após os Jogos, Jonathan Brownlee e Mario Mola, chegaram ao Grand Final com oportunidades de título.
Na etapa de Grand final Cozumel, Jonathan abriu boa vantagem para Mario Mola, porem a cerca de 700 metros da chegada quando estava em segundo na etapa e extremamente debilitado, seu irmão Alistair que vinha em terceiro o ajudou a empurrá-lo visto que ele estava extremamente exausto, mesmo como este gesto de bondade até o final, e Jonathan terminando em segundo atrás do campeão da prova Henri Schoeman, Mario Mola foi o campeão com a pequena diferença quatro de pontos.

## Calendário
Em 2016 as séries visitaram 9 cidades, o ano marcou a ausência da tradicional etapa de Auckland.
| Data           | Local          | Status |
| -------------- | -------------- | ------ |
| Março 4–5      | Abu Dhabi      |        |
| Abril 9–10     | Gold Coast     |        |
| Abril 23–24    | Cidade do Cabo | Sprint |
| Maio 14–15     | Yokohama       |        |
| Junho 11–12    | Leeds          | Sprint |
| Julho 2–3      | Estocolmo      |        |
| Julho 16–17    | Hamburgo       | Sprint |
| Setembro 3–4   | Edmonton       | Sprint |
| Setembro 15–20 | Cozumel        |        |

## Resultados

### Quadro de Medalhas

#### Masculino
| Evento     | Ouro                    | Prata                   | Bronze                     |
| ---------- | ----------------------- | ----------------------- | -------------------------- |
| Abu Dhabi  | Mario Mola (ESP)        | Richard Murray (RSA)    | Joao Silva (POR)           |
| Gold Coast | Mario Mola (ESP)        | Fernando Alarza (ESP)   | Jonathan Brownlee (GBR)    |
| Cape Town  | Fernando Alarza (ESP)   | Jonathan Brownlee (GBR) | Dorian Coninx (FRA)        |
| Yokohama   | Mario Mola (ESP)        | Crisanto Grajales (MEX) | Kristian Blummenfelt (NOR) |
| Leeds      | Alistair Brownlee (GBR) | Jonathan Brownlee (GBR) | Aaron Royle (AUS)          |
| Stockholm  | Alistair Brownlee (GBR) | Jonathan Brownlee (GBR) | Pierre Le Corre (FRA)      |
| Hamburg    | Mario Mola (ESP)        | Jacob Birtwhisle (AUS)  | Fernando Alarza (ESP)      |
| Edmonton   | Jonathan Brownlee (GBR) | Mario Mola (ESP)        | Richard Murray (RSA)       |
| Cozumel    | Henri Schoeman (RSA)    | Jonathan Brownlee (GBR) | Alistair Brownlee (GBR)    |
| Fonte:     |                         |                         |                            |

#### Feminino
| Evento     | Ouro                 | Prata                 | Bronze                  |
| ---------- | -------------------- | --------------------- | ----------------------- |
| Abu Dhabi  | Jodie Stimpson (GBR) | Ashleigh Gentle (AUS) | Helen Jenkins (GBR)     |
| Gold Coast | Helen Jenkins (GBR)  | Gwen Jorgensen (USA)  | Andrea Hewitt (NZL)     |
| Cape Town  | Non Stanford (GBR)   | Jodie Stimpson (GBR)  | Flora Duffy (BER)       |
| Yokohama   | Gwen Jorgensen (USA) | Ashleigh Gentle (AUS) | Ai Ueda (JPN)           |
| Leeds      | Gwen Jorgensen (USA) | Flora Duffy (BER)     | Vicky Holland (GBR)     |
| Stockholm  | Flora Duffy (BER)    | Andrea Hewitt (NZL)   | Helen Jenkins (GBR)     |
| Hamburg    | Katie Zaferes (USA)  | Rachel Klamer (NED)   | Gwen Jorgensen (USA)    |
| Edmonton   | Summer Cook (USA)    | Sarah True (USA)      | Katie Zaferes (USA)     |
| Cozumel    | Flora Duffy (BER)    | Gwen Jorgensen (USA)  | Charlotte McShane (AUS) |
| Source:    |                      |                       |                         |

## Resultados
| Evento    | Ouro                                  | Prata                                       | Bronze                                |
| --------- | ------------------------------------- | ------------------------------------------- | ------------------------------------- |
| Masculino | Mario Mola Díaz · Espanha · 4819 pts. | Jonathan Brownlee · Reino Unido · 4815 pts. | Fernando Alarza · Espanha · 4087 pts. |
| Feminino  | Flora Duffy · Bermudas · 4691 pts.    | Gwen Jorgensen · Estados Unidos · 4435 pts. | Ai Ueda · Japão · 3616 pts.           |